# World RX de Portugal 2016

El World RX de Portugal es una prueba de Rallycross en Portugal para la Campeonato Mundial de Rallycross. Se celebra en la Pista Automovél de Montalegre en Montalegre, que hace frontera con Orense, España. Petter Solberg logra la victoria con un total de 29 puntos.

## Entrenamientos libres

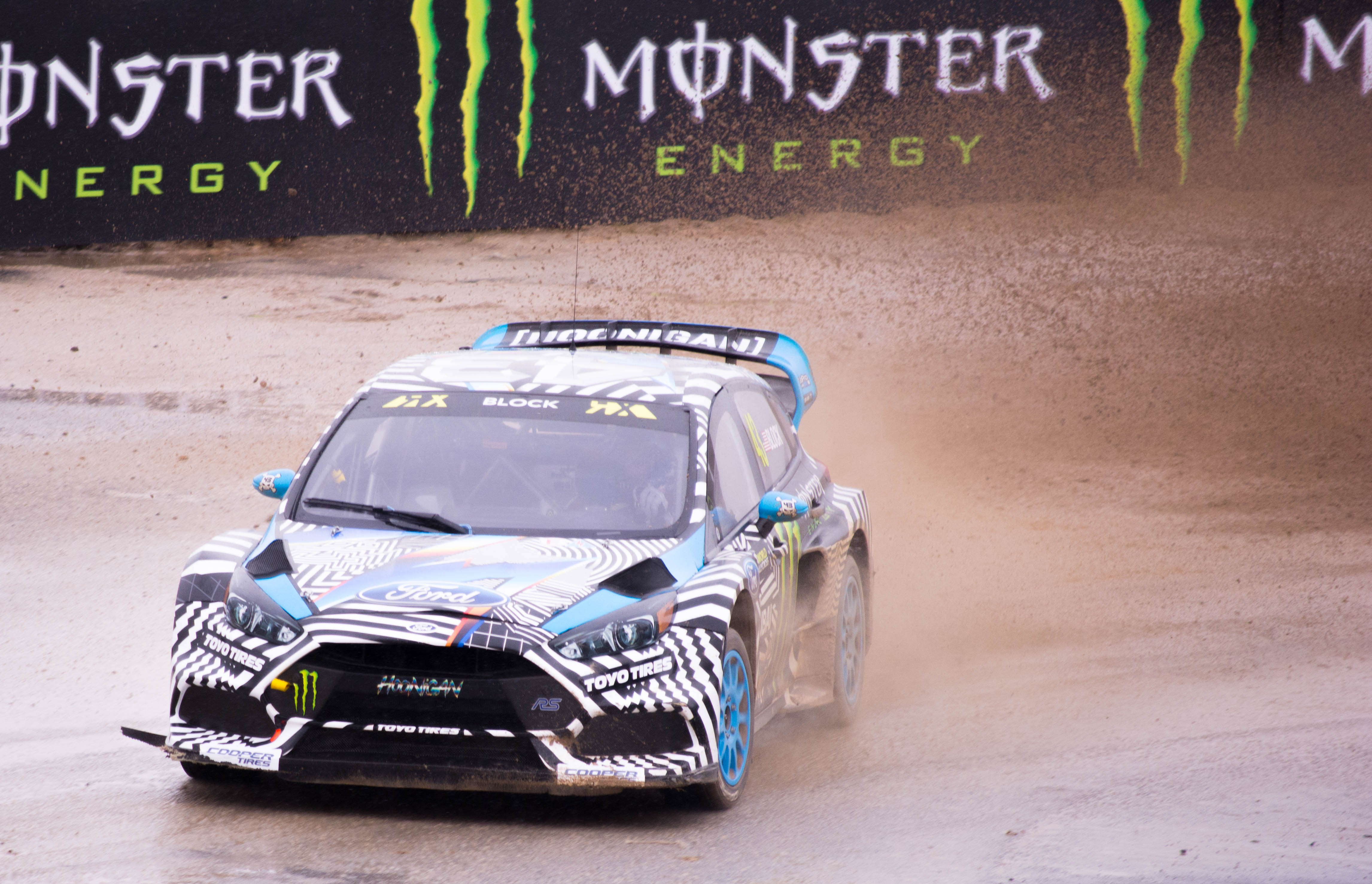
Ken Block pasando por meta

| Pos. | No. | Piloto               | Equipo                       | Tiempo/Retirada | Vueltas |
| ---- | --- | -------------------- | ---------------------------- | --------------- | ------- |
| 1    | 96  | Kevin Eriksson       | OlsbergsMSE                  | 0:41.346        | 14      |
| 2    | 5   | Matias Ekström       | EKS                          | +0:00.108       | 14      |
| 3    | 13  | Andreas Bakkerud     | Hoonigan Racing Division     | +0:00.111       | 13      |
| 4    | 9   | Sébastien Loeb       | Team Peugeot-Hansen          | +0:00.202       | 14      |
| 5    | 21  | Timmy Hansen         | Team Peugeot-Hansen          | +0:00.296       | 9       |
| 6    | 3   | Johan Kristoffersson | Volkswagen RX Sweden         | +0:00.359       | 24      |
| 7    | 4   | Robin Larsson        | Robin Larsson                | +0:00:471       | 24      |
| 8    | 71  | Kevin Hansen         | Peugeot-Hansen Academy       | +0:00.494       | 14      |
| 9    | 33  | Liam Doran           | JRM World Rallycross Team    | +0:00.617       | 19      |
| 10   | 1   | Petter Solberg       | Petter Solberg World RX Team | +0:00.736       | 9       |

## Clasificaciones
| Pos. | No. | Piloto               | Equipo                       | Q1 (Puntos)   | Q2 (Puntos)   | Q3 (Puntos)   | Q4 (Puntos)   | Suma Total | Puntos intermedios |
| ---- | --- | -------------------- | ---------------------------- | ------------- | ------------- | ------------- | ------------- | ---------- | ------------------ |
| 1    | 5   | Matias Ekström       | EKS                          | 3:23.661 (45) | 3:08.252 (50) | 3:06.097 (40) | 2:45.542 (50) | 185        | 16                 |
| 2    | 1   | Petter Solberg       | Petter Solberg World RX Team | 3:33.811 (33) | 3:13.050 (38) | 3:02.579 (50) | 2:47.204 (45) | 166        | 15                 |
| 3    | 3   | Johan Kristoffersson | Volkswagen RX Sweden         | 3:22.637 (50) | 3:10.913 (42) | 3:07.971 (36) | 2:50.697 (37) | 165        | 14                 |
| 4    | 13  | Andreas Bakkerud     | Hoonigan Racing Division     | 3:26.027 (40) | 3:11.379 (40) | 3:05:434 (42) | 2:48:155 (42) | 164        | 13                 |
| 5    | 4   | Robin Larsson        | Robin Larsson                | 3:29.171 (37) | 3:16.964 (34) | 3:05.062 (45) | 2:49.012 (40) | 156        | 12                 |
| 6    | 13  | Toomas Heikkinen     | EKS                          | 3:24.970 (42) | 3:10.474 (45) | 3:08.687 (33) | 2:52.894 (32) | 152        | 11                 |
| 7    | 9   | Sébastien Loeb       | Team Peugeot-Hansen          | 3:26.793 (39) | 3:12.313 (39) | 3:07:500 (38) | 2:52:227 (35) | 151        | 10                 |
| 8    | 96  | Kevin Eriksson       | OlsbergsMSE                  | 3:30.367 (35) | 3:13.747 (37) | 3:08.154 (35) | 3:51.255 (36) | 143        | 9                  |

## 1º Semifinal

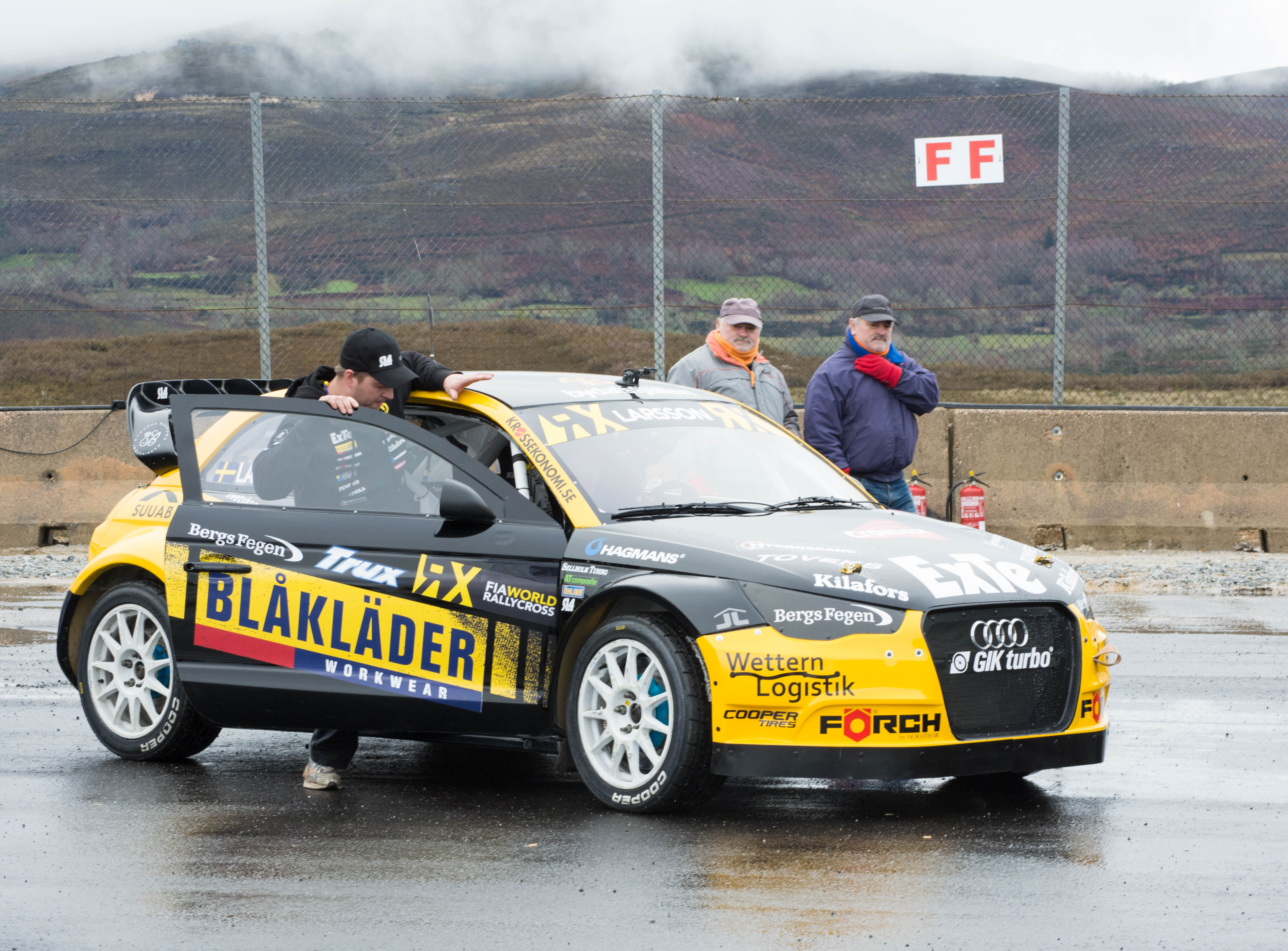
Audi A1 de Robin Larsson

| Pos. | No. | Piloto               | Equipo                    | Tiempo     | Puntos |
| ---- | --- | -------------------- | ------------------------- | ---------- | ------ |
| 1    | 3   | Johan Kristoffersson | Volkswagen RX Sweden      | 4:09.669   | 6      |
| 2    | 9   | Sébastien Loeb       | Team Peugeot-Hansen       | 4:10.147   | 5      |
| 3    | 4   | Robin Larsson        | Robin Larsson             | 4:11:027   | 4      |
| 4    | 5   | Matias Ekström       | EKS                       | 4:11.628   | 3      |
| 5    | 33  | Liam Doran           | JRM World Rallycross Team | 4:12.082   | 2      |
| 6    | 21  | Timmy Hansen         | Team Peugeot-Hansen       | +3 vueltas | 1      |

## 2º Semifinal
| Pos. | No. | Piloto           | Equipo                       | Tiempo   | Puntos |
| ---- | --- | ---------------- | ---------------------------- | -------- | ------ |
| 1    | 1   | Petter Solberg   | Petter Solberg World RX Team | 4:04.712 | 6      |
| 2    | 57  | Toomas Heikkinen | EKS                          | 4:07.065 | 5      |
| 3    | 13  | Andreas Bakkerud | Hoonigan Racing Division     | 4:09.847 | 3      |
| 4    | 96  | Kevin Eriksson   | OlsbergsMSE                  | 4:10.098 | 3      |
| 5    | 92  | Anton Marklund   | Volkswagen RX Sweden         | 4:10.966 | 2      |
| 6    | 17  | Davy Jeanney     | Peugeot-Hansen Academy       | 4:10.465 | 0      |

## Final

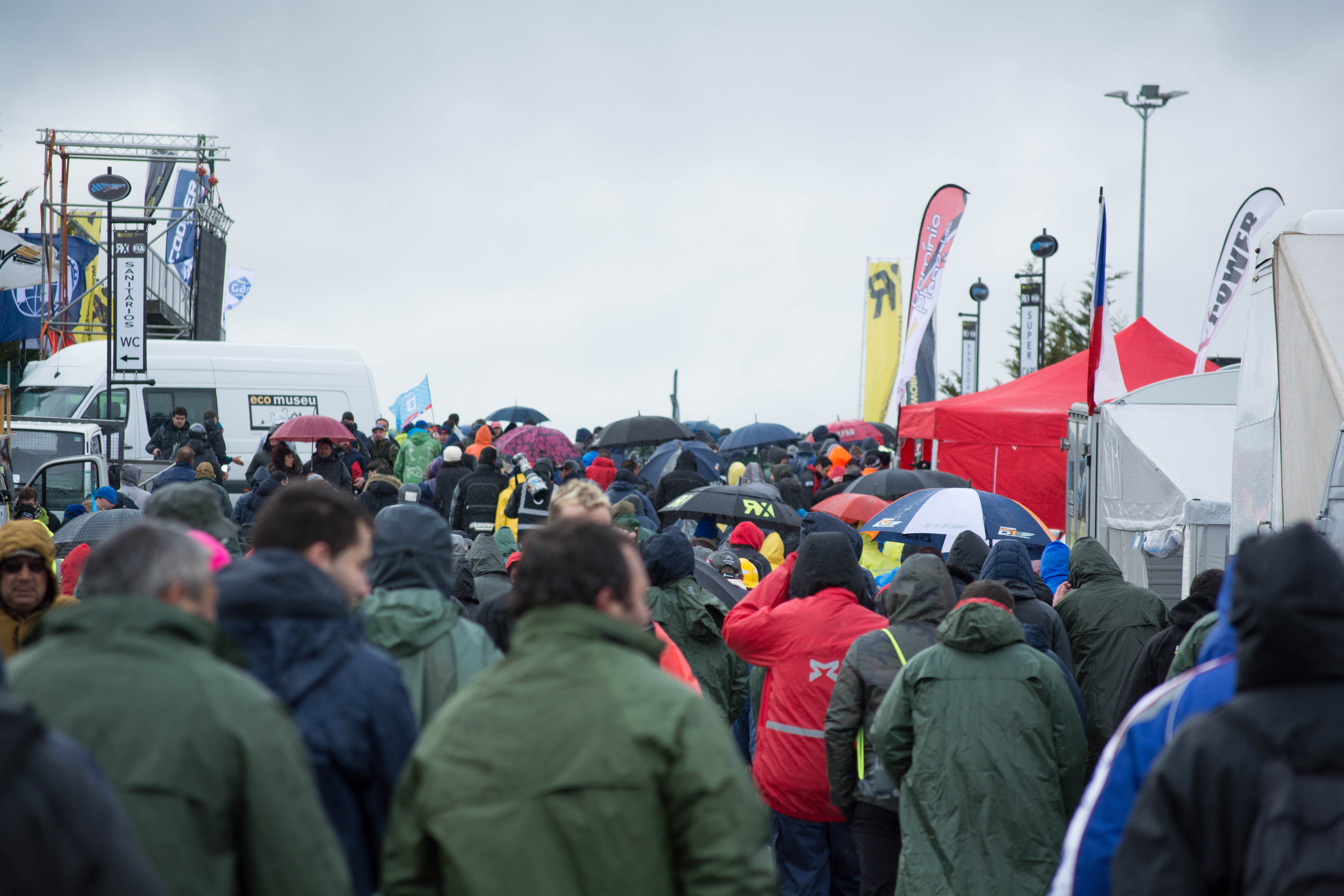
Paddock

| Pos. | No. | Piloto               | Equipo                       | Tiempo   | Puntos |
| ---- | --- | -------------------- | ---------------------------- | -------- | ------ |
| 1    | 1   | Petter Solberg       | Petter Solberg World RX Team | 4:03.992 | 8      |
| 2    | 4   | Robin Larsson        | Robin Larsson                | 4:04:839 | 5      |
| 3    | 57  | Toomas Heikkinen     | EKS                          | 4:06.352 | 4      |
| 4    | 13  | Andreas Bakkerud     | Hoonigan Racing Division     | 4:07.767 | 3      |
| 5    | 9   | Sébastien Loeb       | Team Peugeot-Hansen          | 4:29.298 | 2      |
| 6    | 3   | Johan Kristoffersson | Volkswagen RX Sweden         | 5:35.984 | 1      |

## Puntuación de campeonato por pilotos
| Pos. | No. | Piloto               | Equipo                       | Q1-4 | S1 | S2 | F | Total |
| ---- | --- | -------------------- | ---------------------------- | ---- | -- | -- | - | ----- |
| 1    | 1   | Petter Solberg       | Petter Solberg World RX Team | 15   | 6  | -  | 8 | 29    |
| 2    | 4   | Robin Larsson        | Robin Larsson                | 12   | 4  | -  | 5 | 21    |
| 3    | 3   | Johan Kristoffersson | Volkswagen RX Sweden         | 14   | 6  | -  | 1 | 21    |
| 4    | 13  | Toomas Heikkinen     | EKS                          | 11   | -  | 5  | 4 | 20    |
| 5    | 13  | Andreas Bakkerud     | Hoonigan Racing Division     | 13   | -  | 4  | 3 | 20    |
| 6    | 9   | Mattias Ekström      | EKS                          | 16   | 3  | -  | - | 19    |
| 7    | 9   | Sébastien Loeb       | Team Peugeot-Hansen          | 10   | 5  | -  | 2 | 17    |

## Puntuación de campeonato por equipos
| Pos. | No.                              | País                      | Coche           | Puntos |
| ---- | -------------------------------- | ------------------------- | --------------- | ------ |
| 1    | EKS                              | Bandera de Suecia         | Audi S1         | 39     |
| 2    | Volkswagen RX Sweden             | Bandera de Suecia         | Volkswagen Polo | 28     |
| 3    | Team Peugeot-Hansen              | Bandera de Suecia         | Peugeot 208     | 26     |
| 4    | Hoonigan Racing Division         | Bandera de Estados Unidos | Ford Focus RS   | 20     |
| 5    | OlsbergsMSE                      | Bandera de Suecia         | Ford Fiesta ST  | 12     |
| 6    | World RX Team Austria            | Bandera de Austria        | Ford Fiesta     | 4      |
| 7    | ALL-INKL.COM Muennich Motorsport | Bandera de Alemania       | Seat Ibiza      | 2      |

- Datos: Q23891290
- Multimedia: 2016 World RX of Portugal / Q23891290